# Scout Sniper

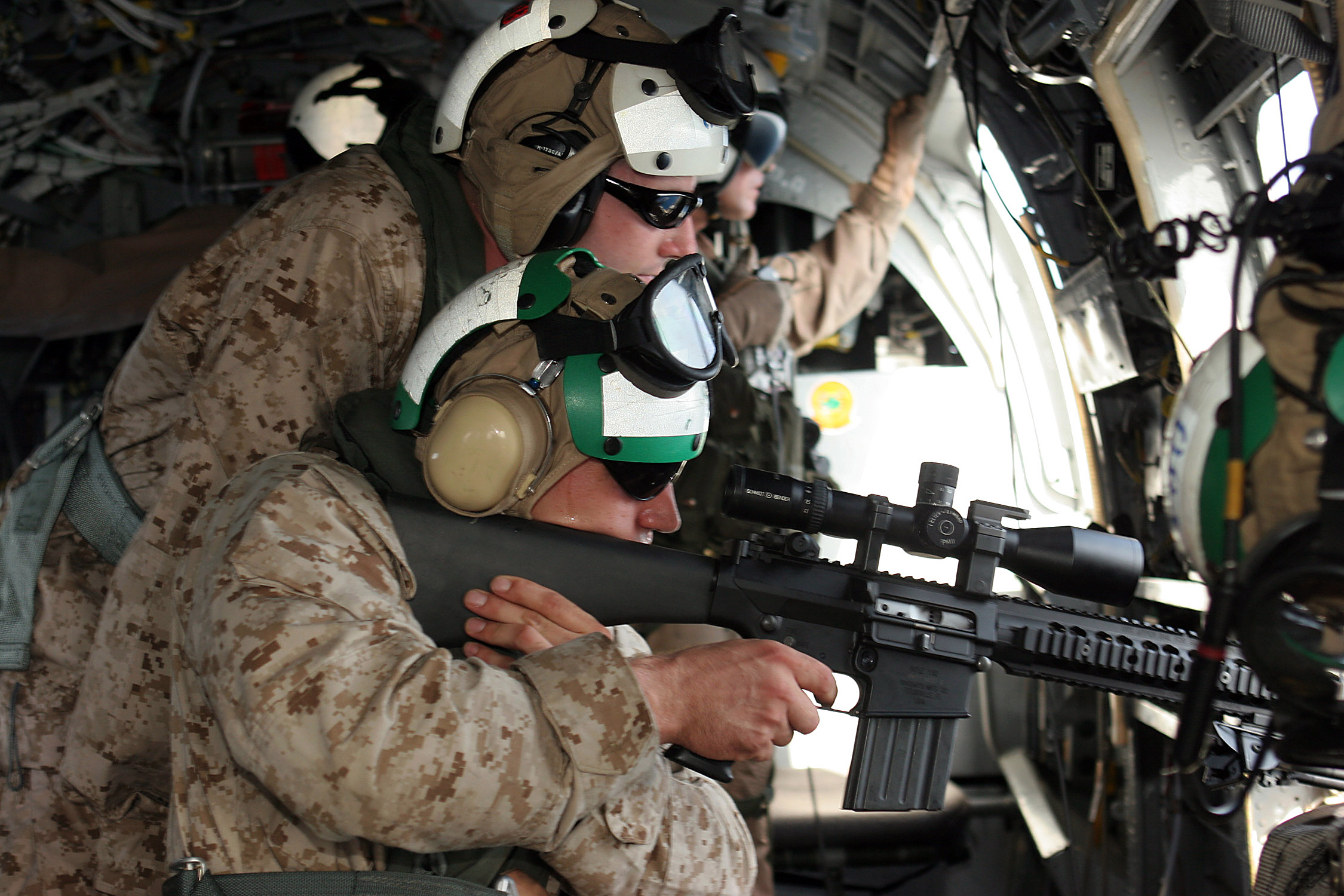
Scout-Sniper-Team sichert aus einem Boeing-Vertol 107 heraus die Umgebung (2008)

Scout Sniper (englisch für Kundschafter-Scharfschützen) sind Spezialisten des United States Marine Corps, die dazu eingesetzt werden, gegnerische Anführer, Funker, Melder, Aufklärer, Bedienungsmannschaften und andere Schlüsselfiguren gezielt zu töten.

## Geschichte
Im Zweiten Weltkrieg führte der US-amerikanische General Douglas MacArthur, während der Feldzüge im Pazifikkrieg gegen die japanischen Truppen, Scharfschützen innerhalb des United States Marine Corps ein, welche sich von denen in den amerikanischen Truppen in Europa unterschieden. Sie wurden mit verbesserten Springfield M1903 A4 mit Zielfernrohren ausgerüstet, welche eine 8-fache Vergrößerung hatten. Auch war ihre Ausbildung etwas besser als die regulärer Scharfschützen der United States Army. Sie lernten das Kartenlesen, Anfertigen von Militärzeichnungen und das Interpretieren von Luftaufnahmen, was ihnen letztlich den Titel „Scout Sniper“ (Kundschafter-Scharfschützen) gab.

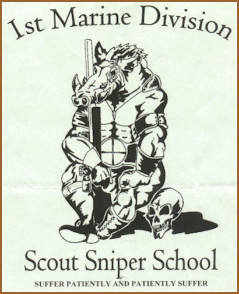
Logo der Scout Sniper School des Marine Corps in Camp Pendleton

Bis heute werden die Scout Sniper, die in Zweiergruppen (Schütze und Spotter) arbeiten, im United States Marine Corps ausgebildet und eingesetzt.

## SS-Symbol

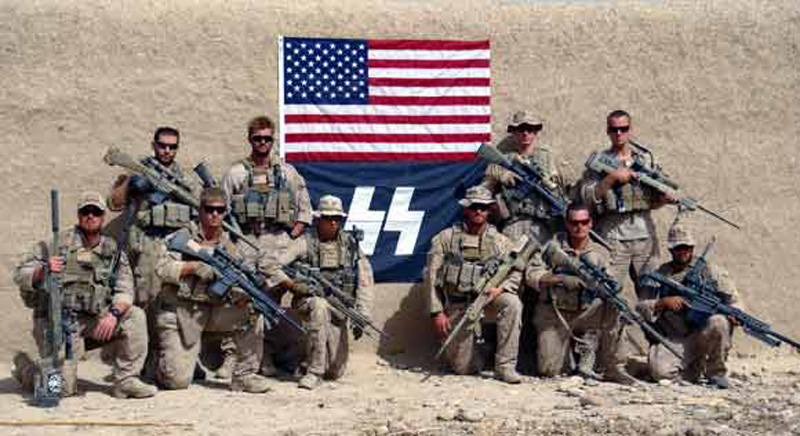
Amerikanische Scout Snipers mit einer SS-Flagge in Afghanistan (2010)

Die Scout Sniper verwendeten die doppelte Siegrune, das Zeichen der nationalsozialistischen Schutzstaffel,  spätestens seit den 1980er Jahren als inoffizielles Emblem. Nachdem US-amerikanische Medien im Februar 2012 darüber berichteten, entschuldigte sich der Kommandant der Marines für diese Praxis, verbot sie und ordnete eine Untersuchung an.
Im Jahr 2020 berichtete die New York Times, dass das SS-Symbol trotz des offiziellen Verbotes nach wie vor von den Marines verwendet wird.

## Mediale Rezeption
- Zeitgeschichte: Spezialeinheiten im Zweiten Weltkrieg, Scharfschützen – Bedrohung aus dem Hinterhalt (Dokumentation, 2004).
- Jarhead – Willkommen im Dreck, Hollywood-Film über eine Scharfschützeneinheit der Scout Sniper des US Marine Corps im Zweiten Golfkrieg (Spielfilm, 2005).